# Neogomphus bidens
Neogomphus bidens – gatunek ważki z rodziny gadziogłówkowatych (Gomphidae). Występuje w Chile; stwierdzony od regionu Valparaíso i Regionu Metropolitalnego na południe po region Los Lagos.
Gatunek ten opisał w 1878 roku Edmond de Sélys Longchamps w oparciu o pojedynczy okaz samca odłowiony w El Salto w regionie Valparaíso w Chile.